# Romas Kirveliavičius
Romas Kirveliavičius (* 5. März 1988 in Druskininkai) ist ein aus Litauen stammender Handballspieler. Seit Juni 2014 besitzt er die österreichische Staatsbürgerschaft.

## Karriere
Der gebürtige Litauer begann seine aktive Profi-Karriere beim HC Vilnius, mit denen er in der Saison 2007/2008 im EHF-Pokal sein internationales Debüt gab. In dieser Spielzeit wurde er auch zum „Wertvollsten Spieler“ der Liga gewählt. Schon in der darauf folgenden Saison wechselte er nach Wien zu den Aon Fivers Margareten, mit welchen er auch im ersten Anlauf den ÖHB-Cup gewann. Nach der Meisterschaft 2011 wurde Kirveliavičius von einer Jury aus Verbands-, Vereins- und Pressevertretern zum Handballspieler der Saison 2010/11 gewählt. In den folgenden Jahren gewann er mit den Margaretnern 2012 und 2013 erneut den ÖHB-Cup. Im Oktober 2014 wechselte der 2,00 Meter große Rückraumspieler überraschend zur SG BBM Bietigheim in die Handball-Bundesliga. Ab dem Sommer 2015 stand er beim HSC 2000 Coburg unter Vertrag. Zur Saison 2018/19 wechselte er zum deutschen Zweitligisten HBW Balingen-Weilstetten. Im Januar 2021 unterschrieb Kirveliavičius einen, ab der Saison 2021/22 gültigen, Vertrag beim UHK Krems. Zur Saison 2023/24 wird Kirveliavičius zu den Jags Vöslau wechseln.

## HLA-Bilanz
| Saison    | Verein                         | Spielklasse | Tore | 7-Meter | Feldtore |
| --------- | ------------------------------ | ----------- | ---- | ------- | -------- |
| 2008/09   | Handballclub Fivers Margareten | HLA         | 111  | 0/0     | 111      |
| 2009/10   | Handballclub Fivers Margareten | HLA         | 145  | 0/0     | 145      |
| 2010/11   | Handballclub Fivers Margareten | HLA         | 198  | 0/0     | 198      |
| 2011/12   | Handballclub Fivers Margareten | HLA         | 171  | 0/1     | 171      |
| 2012/13   | Handballclub Fivers Margareten | HLA         | 166  | 0/0     | 166      |
| 2013/14   | Handballclub Fivers Margareten | HLA         | 107  | 0/0     | 107      |
| 2014/15   | Handballclub Fivers Margareten | HLA         | 40   | 0/0     | 40       |
| 2008–2015 | gesamt                         | HLA         | 938  | 0/1     | 938      |

## Erfolge
- HC Vilnius
  - 1× „Wertvollster Spieler“ der litauischen Liga 2007/08
- Fivers Margareten
  - 1× HLA „Handballer des Jahres“ 2010/11
  - 1× Österreichischer Meister 2010/11
  - 3× Österreichischer Pokalsieger 2008/09, 2011/12, 2012/13
- UHK Krems
  - 1× Österreichischer Meister 2021/22